# غرم پامیری
قوچ مارکوپولو، گوسفند مارکوپولو (Ovis ammon polii)، غرم پامیری و یا قوچ پامیری، زیرگونه ای از گوسفند غرم است که به نام جهانگرد معروف ایتالیایی مارکوپولو نامگذاری شده است. زیستگاه آنها مناطق کوهستانی آسیای مرکزی است. قوچ مارکوپولو عمدتاً با اندازه بزرگ و شاخ‌های مارپیچ خود قابل تشخیص هستند. وضعیت حفاظتی آنها " نزدیک به تهدید " است و تلاش هایی برای محافظت از تعداد آنها و جلوگیری از شکار آنها انجام شده است. توسط متخصصین پیشنهاد شده است که جفتگیری های انتخابی و از طریق اصلاح نژاد آنها با گوسفندان اهلی می توان از مزیت اندازه درشت این گونه در نژادهای گوشتی گوسفند بهره برد. این حیوان به عنوان حیوان ملی تاجیکستان در نظر گرفته شده است.

## نامگذاری
نام علمی این گونه به عنوان یک کل غرم است،  که توسط طبیعت شناس سوئدی کارل لینائوس در سال ۱۷۵۸ توصیف شده است،  و همه اعضای این گونه معمولاً "غرم" نامیده می شوند. زیرگونه مارکوپولو Ovis ammon polii اولین بار توسط جانورشناس ادوارد بلیت در سال ۱۸۴۱ به صورت علمی توصیف شد. به این قوچ‌ها معمولاً «قوچ مارکوپولو»  یا «قوچ پامیر» نیز می‌گویند.
این قوچ‌ها را به دلیل اینکه در کتاب سفرهای مارکوپولو  سیاح و کاشف قرن سیزدهم نام آنها ذکر شده است، بنام "قوچ مارکوپولو"  نامگذاری شده اند .

## خصوصیات
وجه تمایز این قوچ با سایر گونه قوچ ها و گوسفندان وحشی، شاخ های بلند و مارپیچی آن است که گاه فاصله دو سر شاخها به ۱۴۰ سانتیمتر (۵۵ اینچ) میرسد. آنها با بلندترین شاخ ثبت شده در یک قوچ وحشی تا به حال که به طول ۱٫۹ متر (۶٫۲ فوت) و وزنی معادل ۶۰ پوند (۲۷ کیلوگرم)  میرسید، بلندترین شاخ را در بین گوسفندان وحشی دارند.  شاخ های قوچ مارکوپولو از یک الگوی خاص پیچش پیروی می کنند بدین صورت که نوک شاخ بصورت کاملا افقی نسبت به سر رشد میکند  ولی با وجود این، به ندرت شکسته می شوند. شاخ ها از دیرباز یک جاذبه محبوب برای شکارچیان تروفه بوده اند. شاخها ۱۵ تا ۲۰ روز پس از تولد شروع به رشد می کنند و رشد طولی آنها در سال اول بارزتر است. رشد ضخامت در دو سال اول بیشتر قابل توجه است.
بیشتر غزم‌ها ها دارای دم گردی به اندازه ۶ تا ۱۰ سانتیمتر (۲٫۴ تا ۳٫۹ اینچ) هستند، که به یک دسته موی بلند ختم می شود. دم قوچ مارکوپولو کمی بلندتر و در حدود ۱۲ تا ۱۶ سانتیمتر (۴٫۷ تا ۶٫۳ اینچ) است.
قوچ های بالغ به طور متوسط ۱۲۶ کیلوگرم (۲۷۸ پوند) وزن دارند . قد قوچ ها در قسمت جدوگاه تقریباً به ۱۱۳ سانتیمتر (۴۴ اینچ) و قد میش‌ها نیز تا ۱۰۰ سانتیمتر (۳۹ اینچ) میرسد. گوسفندها در ماه دسامبر فحل می شوند. بارداری در حدود ۱۶۰ روز طول می کشد،  و در هر زایمان تولد یک بره طبیعی و زایمان دوقلو تقریباً غیر معمول است. البته موردی گزارش شده است که یک میش در اسارت در یک بار زایمان پنج بره به دنیا آورده است و همان میش در دو سال بعد سه قلو به دنیا آورده است.
قوچ مارکوپولو به طور متوسط ۱۳ سال عمر می کند. شاخ ها هر سال حلقه هایی ایجاد می کنند که سن حیوانات نر را از روی این حلقه ها می توان تعیین کرد. اما از آنجایی که ماده ها شاخ ندارند، تعیین سن آنها دشوارتر است.

## زیستگاه
اکثر قوچ‌های مارکوپولو در منطقه کوه های پامیر در مجاورت مرزهای افغانستان, پاکستان, قرقیزستان, تاجیکستان و چین زندگی می کنند. محل زندگی آنها در ارتفاعی بین ۳٬۷۰۰ تا ۴٬۸۰۰ متر (۱۲٬۱۰۰ تا ۱۵٬۷۰۰ فوت) بالاتر از سطح دریا متغیر است. این زیرگونه عمدتاً در بخش شمال غربی ناحیه دره هنزه پاکستان در امتداد مرز چین  که در مرز کیلیک مینتاکا و منطقه شمال غربی پارک ملی خونجراب میباشد زندگی می کند. قوچ‌های مارکوپولو در دالان واخان در امتداد مرز افغانستان نیز ساکن هستند. بخش زیادی از زیستگاه آنها با سایر حیوانات نظیر بز کوهی سیبری مشترک است. آنها در طول تابستان، ترجیح می‌دهند در نزدیکی مناطق ساحلی رودها و جویبارها که دارای پوشش گیاهی مناسبی نسبت به سایر منقاط دارند باشند، و در زمستان ترجیح می‌دهند در دامنه‌های کوهستانی ملایم‌تر و رو به جنوب باشند. ناهمواری زمین و میانگین دمای سالانه، دو عامل عمده ای هستند که در پراکنش آنها تأثیر مستقیم می گذارند.

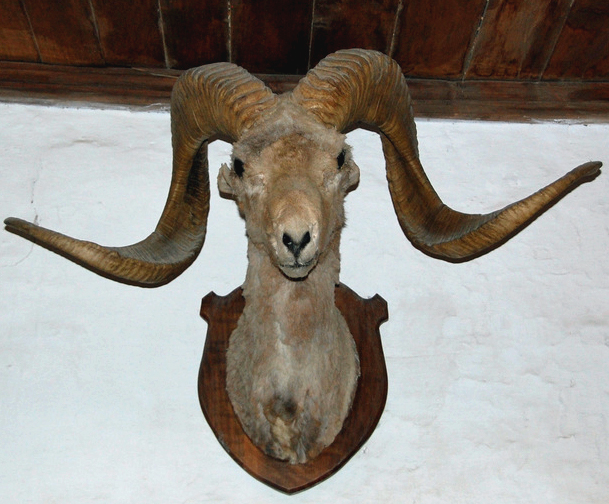
سر تروفه یک قوچ مارکوپولو نصب شده بر دیوار

## یادداشت ها
1. ↑  The IUCN redlist lists endangered animals by species: although the IUCN recognizes the subspecies, it does not give the status of each one. The species Ovis ammon has been listed as "near threatened". ((Harris و Reading 2008))

## مراجع
1. ↑  "Appendices | CITES". cites.org. Retrieved 2022-01-14.
2. 1 2  (Wilson و Reeder 2005)
3. ↑  (Fedosenko و Blank 2005، ص. 2)
4. ↑  Things، Julien Mordret Editor-in-Chief at Interesting؛ communicator، Julien Mordret is a science؛ Curiosity، Curator of؛ Nature، Passionate About Uncovering Fascinating Stories from the Worlds of؛ science؛ naturalist، beyond A. self-taught؛ Learner، Lifelong؛ Posts، he strives to connect readers with the wonders of the universe-one story at a time View All (۲۰۲۳-۱۱-۰۹). «Meet The National Animal of Tajikistan, The Marco Polo Sheep» (به انگلیسی). دریافت‌شده در ۲۰۲۵-۰۲-۰۱.
5. 1 2  (Schaller و Kang 2008)
6. 1 2  (Dohner 2002)
7. 1 2 3 4  (Magin و Groombridge 1994)
8. ↑  (Shackleton 1999)
9. ↑  (Bergreen 2007)
10. 1 2  (British Museum 1885)
11. 1 2  (Dan 2006)
12. ↑  (Lovgren 2006)
13. ↑  (Schaller 1998)
14. 1 2 3 4  (Fedosenko و Blank 2005)
15. ↑  (Ward 1887)
16. 1 2 3 4  (Petocz 1978)
17. ↑  (Geist 2009)
18. 1 2  (Roberts 1998)
19. ↑  (Ives 2004)
20. ↑  (Wildlife Conservation Society 2006)
21. 1 2  (Shackleton 1997)
22. ↑  (Miller 2006)
23. ↑  Salas, Eric Ariel L.; Valdez, Raul; Michel, Stefan (2017-01-11). "Summer and winter habitat suitability of Marco Polo argali in southeastern Tajikistan: A modeling approach". Heliyon (به انگلیسی). 3 (11): e00445. Bibcode:2017Heliy...300445S. doi:10.1016/j.heliyon.2017.e00445. ISSN 2405-8440. PMC 5681343. PMID 29159323.
24. ↑  Salas, Eric Ariel L.; Valdez, Raul; Michel, Stefan; Boykin, Kenneth (2018). "Habitat assessment of Marco Polo sheep (Ovis ammon polii) in Eastern Tajikistan: Modeling the effects of climate change". Ecology and Evolution (به انگلیسی). 8 (10): 5124–5138. Bibcode:2018EcoEv...8.5124S. doi:10.1002/ece3.4103. PMC 5980363. PMID 29876087.

## لینک های خارجی
- ویدیوی گوسفند مارکوپولو از ARKive

الگو:Argali